# 321e division d'infanterie
La  321e division d'infanterie (en allemand : 321. Infanterie-Division ou 321. ID) est une des divisions d'infanterie de l'armée allemande (Wehrmacht) durant la Seconde Guerre mondiale.

## Historique
La 321e division d'infanterie est formée le 16 décembre 1940 dans le secteur de Brunswick dans le Wehrkreis XI à partir des 267e et 295e divisions d'infanterie en tant qu'élément de la 13. Welle (13e vague de mobilisation).
Après sa formation, elle est envoyée en France dans le secteur de Boulogne en avril 1941 dans la 15e armée au sein du groupe d'armées D.
En janvier 1943, elle est transférée sur le front de l'Est au sein du groupe d'armées Centre dans la région de Shisdra.
Elle subit de lourdes pertes lors des combats du printemps 1943 à Zhizdra, Briansk et Rogachev.
Elle est dissoute le 2 novembre 1943.
Les éléments survivants forment le Divisions-Gruppe 321 qui est assigné à la 110e division d'infanterie.

## Organisation

### Commandants
| Date                                | Grade           | Commandant          |
| ----------------------------------- | --------------- | ------------------- |
| 15 décembre 1940 - 16 novembre 1942 | Generalleutnant | Ludwig Löweneck     |
| 16 novembre 1942 - 22 août 1943     | Generalleutnant | Wilhelm Thomas (en) |
| 22 août 1943 - 23 septembre 1943    | Generalleutnant | Karl Sievers (de)   |
| 23 septembre 1943 - 2 février 1943  | Generalmajor    | Georg Zwade         |

## Théâtres d'opérations
- Allemagne : Décembre 1940 - Avril 1941
- France : Avril 1941 - Décembre 1942
- Front de l'Est, secteur Centre : Décembre 1942 - Novembre 1943

## Ordres de bataille
- Infanterie-Regiment 588
- Infanterie-Regiment 589
- Infanterie-Regiment 590
- Artillerie-Regiment 321
- Pionier-Bataillon 321
- Feldersatz-Bataillon 321
- Panzerjäger-Abteilung 321
- Aufklärungs-Abteilung 321
- Divisions-Nachrichten-Abteilung 321
- Divisions-Nachschubführer 321